# Путров, Иван Александрович
Ива́н Алекса́ндрович Пу́тров (род. 8 марта 1980 в Киеве, Украина) — артист балета, премьер лондонского Королевского балета (2002—2010), приглашённый солист Национальной оперы Украины (с 2001), заслуженный артист Украины (2009).

## Биография
Иван Путров родился 8 марта 1980 года в Киеве (Украина) в семье артистов балета. Мать, Наталья Березина, была солисткой Киевского театра оперы и балета имени Т. Шевченко, отец, Александр Путров — артист балета того же театра, балетный фотограф.
В возрасте десяти лет Иван Путров впервые вышел на сцену театра, исполнив роль маленького Лукашика в балете «Лесная песня» Михаила Скорульского.
Учился в Киевском хореографическом училище, где среди его педагогов были Иветта Фёдоровна Головчук (в младших классах) и Вадим Кириллович Авраменко (в старших). К конкурсным выступлениям его готовил Николай Прядченко.
В 1996 году выиграл I премию и золотую медаль Международного конкурса артистов балета имени Сержа Лифаря (Киев) и стал лауреатом балетного конкурса «Приз Лозанны» (Швейцария) — что позволило ему получить стипендию на учёбу в Великобритании, в Школе королевского балета. Здесь его педагогом классического танца был Герман Замуэль. Также Иван Путров брал уроки у Суламифи Мессерер.
Окончил школу в 1998 году, после чего был принят в труппу лондонского Королевского балета; в 2002 году выдвинулся на положение премьера. Начиная с 2001 года также стал приглашённым солистом Национальной оперы Украины.
В Королевском театре готовил партии с репетиторами Александром Агаджановым, Джонатанам Коупом, Лесли Коллинз, Натальей Березиной — помощь последней танцовщик ценил особенно. В Киеве его педагогом-репетитором вновь стал Николай Прядченко.
В 2009 году участвовал в Вечере дуэтов Рассела Малифанта в лондонском Колизее, исполнив номер Knot этого хореографа (2001)
В 2010 году участвовал в Нью-Йорке в гала-концерте в честь юбилея Владимира Васильева, подготовив под его руководством хореографическую миниатюру «Нарцисс», поставленную специально для Васильева Касьяном Голейзовским.
2 июля 2010 года пресс-служба театра опубликовала пресс-релиз, извещающий о решении Ивана Путрова оставить театр после 12 лет службы: «На протяжении этого времени он исполнил весь основной классический репертуар наравне с работами многих современных хореографов. Танцуя на сцене Ковент-Гардена в течение стольких лет, Иван хотел бы найти время и свободу развивать новые идеи для творческих проектов и осуществить их в новом окружении».
22 марта 2011 года исполнил на сцене лондонского театра «Садлерс-Уэллс» главную отрицательную роль в мировой премьере балета дуэта Pet Shop Boys «Самое невероятное» (англ. The Most Incredible Thing. Спектакль по одноименной сказке Х. К. Андерсена в хореографии Хавьера де Фрутоса был создан специально для Ивана Путрова.

## Репертуар

#### Королевский балет
- Пьеро, «Лунный Пьеро» в хореографии Глена Тетли (готовил партию под руководством самого хореографа[2])
- Ленский, «Онегин» в хореографии Джона Кранко
- Принц Флоримунд, «Спящая красавица»[8]
- Щелкунчик-принц, «Щелкунчик»[9]
- Солор[10] и Золотой божок, «Баядерка» в постановке Натальи Макаровой[9]
- Базиль, «Дон Кихот»[10]
- 'Джеймс, «Сильфида»[11]
- принц Зигфрид, «Лебединое озеро»[12]
- граф Альберт, «Жизель»[13]
- Франц, «Коппелия»[14]
- Беляев, «Месяц в деревне» в хореографии Фредерика Аштона (готовил партию под руководством её первого исполнителя, Энтони Дауэлла[9].
- Колен, «Тщетная предосторожность» в хореографии Фредерика Аштона
- Принц, «Золушка» в хореографии Фредерика Аштона
- Оберон, «Сон[англ.]» в хореографии Фредерика Аштона
- Де Грие, «Манон», в хореографии Кеннета Макмиллана
- Ромео, «Ромео и Джульетта» в хореографии Кеннета Макмиллана
- Также в репертуаре танцовщика балеты Джорджа Баланчина «Аполлон», «Блудный сын», «Агон», «Симфония до мажор», «Четыре темперамента», постановки Джерома Роббинса, Уильяма Форсайта, Иржи Килиана, Начо Дуато, Уэйна Макгрегора.

#### Национальная опера Украины
- 16 марта 2001 — Граф Альберт, «Жизель» (Жизель — Анна Дорош, подготовил партию в течение одной недели)[15].[9].
- сентябрь 2001 — Призрак розы, «Видение Розы (балет)» (Девушка — Татьяна Билецкая; гала-концерт в честь столетия здания Национальной оперы)[2].
- 2002[9] (затем в 2005 и 2007) — Джеймс, «Сильфида»[16].
- 2010 — Лукаш, «Лесная песня» (открытие театрального сезона)[2].

#### Независимые проекты
- 2009 — Knot Рассела Малифанта, вечере дуэт хореографа в лондонском Колизее[17]
- 2010 — «Нарцисс» Касьяна Голейзовского, гала-концерт в честь в Нью-Йорке Владимира Васильева (подготовлен под руководством самого В. Васильева)[2].
- 22 марта 2011 — солдат Карл, «Самое невероятное» (The Most Incredible Thing) по сказке Х. К. Андерсена, музыка дуэта Pet Shop Boys, хореограф-постановщик Хавьер де Фрутос (театр «Садлерс-Уэллс», мировая премьера; спектакль создан специальнодля Ивана Путрова).

## Признание и награды
- 1996 — лауреат балетного конкурса «Приз Лозанны», Швейцария (денежный приз)
- 1996 — I премия и золотая медаль Международного конкурса артистов балета имени Сержа Лифаря, Киев
- 2002 — Национальная премия британского сообщества критиков (Critics' Circle National Dance Awards) в номинации «лучший молодой классический танцовщик» — за спектакли в качестве солиста Королевского балета[18]
- 2004 — Медаль «За труд и доблесть»[19]
- 2009 — Заслуженный артист Украины[20].